# Leopoldo Ndakalako
Leopoldo Ndakalako (Môngua, 14 de novembro de 1964) é prelado angolano da Igreja Católica, bispo de Menongue.

## Biografia
Depois da escola primária em Môngua e Ondijiva, frequentou o curso preparatório no Lubango. De 1989 a 1993 estudou filosofia no Seminário maior Cristo Rei, no Huambo, e de 1994 a 1997, teologia na Pontifícia Universidade Urbaniana, em Roma. Foi ordenado sacerdote em 14 de dezembro de 1997, na Missão Omupanda, para a diocese de Ondijiva pelo bispo Fernando Guimarães Kevanu.
Após a ordenação sacerdotal, trabalhou como vice-reitor do seminário preparatório e vigário paroquial de Nossa Senhora das Vitórias - Sé Catedral (1998-1999), fez seus estudos para o doutorado em filosofia na Pontifícia Universidade Urbaniana de Roma entre 1999 e 2003 e no seu retorno a Angola, foi reitor do Seminário Preparatório do Imaculado Coração de Maria até 2016. Foi vigário episcopal para a pastoral entre 2012 e 2017 e, na sequência, foi vigário-geral da diocese de Ondijiva e administrador da quase-paróquia de Santo António Naipalala em Ondijiva.
No dia 19 de março de 2019, o Papa Francisco o nomeou como bispo de Menongue. Foi consagrado em 12 de maio seguinte, na Esplanada da Igreja de Nossa Senhora das Graças de Ondijiva, por Petar Rajič, núncio apostólico de Angola e São Tomé e Príncipe, coadjuvado por Filomeno do Nascimento Vieira Dias, arcebispo de Luanda e por Pio Hipunyati, bispo de Ondijiva.